# マーク・カーニー
マーク・ジョセフ・カーニー（英語: Mark Joseph Carney, フランス語: Mark Carney, 1965年3月16日 - ）は、カナダの経済学者、銀行家、政治家。自由党所属のカナダ首相（第30代）、カナダ自由党党首（第14代）、庶民院議員（1期）。
イングランド銀行総裁（第120代）、金融安定理事会議長（第2代）、カナダ銀行総裁（第8代）、国連気候行動と金融特使を歴任した。

## 来歴
1965年、ノースウエスト準州フォートスミスで地元の高校で校長をつとめていた父と元小学校教師の母のあいだに次男として誕生。兄弟は兄と弟、妹の4人兄弟。1971年、父親がアルバータ大学の教育史教授に就いたことで家族はアルバータ州エドモントンへと引っ越す。
そんな教育一家に育ったカーニーは1988年、ハーバード大学で経済学学士号を取得。次いでオックスフォード大学セント・ピーターズ・カレッジおよびナフィールド・カレッジに学び、1993年に経済学修士号、1995年には経済学博士号を取得し、卒業後ゴールドマン・サックスに入社した。ロンドン、東京、ニューヨーク、トロントのオフィスを渡り歩き13年間勤務。その間、様々な部門で要職に就き、順調にキャリアを積んでいった。特にロシア財政危機が起きた1998年は、アパルトヘイト後の南アフリカ新興債券市場への投機的業務に関わっており、ひたすら仕事に没頭していたという。
2003年にカナダ中央銀行の副総裁に任命され、2004年にカナダ財務省の上級副大臣に就任した。
2008年2月1日にはカナダ銀行総裁に7年間の任期で任命された。G8参加国の中央銀行総裁では最年少。2011年には金融安定理事会(FSB)議長に就任。
2012年11月26日に、公募による選定でイングランド銀行の総裁に就任。300年の同行の歴史の中で初めての外国人総裁となる。任期は2013年7月1日の就任から5年間の予定。同年6月にカナダ銀行総裁を退任した。
2019年12月1日、イングランド銀行総裁退任が予定されていたことに伴い、国際連合のアントニオ・グテーレス事務総長より、マイケル・ブルームバーグの後任として気候変動問題担当特使に任命された。2020年1月、ボリス・ジョンソン首相によって、グラスゴーで行われる第26回気候変動枠組条約締約国会議（COP26）の金融顧問に任命される。同会議は、当初2020年11月に開催予定であったが、後に2021年11月に延期された。
2020年8月26日の時点で、カーニーは、ブルックフィールド・アセット・マネジメントの副会長を務めており、ESG（environmental, social and governance）およびインパクト投資戦略部門を統括している。

### 党首から首相へ
2025年1月6日にカナダ自由党党首で首相のジャスティン・トルドーが辞任を表明した際には、後継を決める党首選挙へ名乗りを上げる意向を表明。3月9日の党首選挙で新党首に選出した。
2025年3月14日、カナダ首相に就任した。
閣僚や議員などの政治経験がない人が首相に就任するのは初めてになる。
3月23日にはメアリー・サイモン総督に庶民院の解散を要請、これにより4月28日に選挙が行われることになった。
2025年カナダ総選挙の結果、自由党は政権維持に成功し、自由党政権は4期目に突入した。カーニー自身もオタワのネピアン選挙区から立候補し勝利、庶民院議員に初当選した。オタワの選挙区から選出された議員が首相になるのは1880年代のジョン・A・マクドナルド以来である。

## 政策・主張

### 富の不平等
2016年12月、リヴァプール・ジョン・ムーア大学で行われた公開講義（ロスコー・レクチャー）において、カーニーは、「すさまじい富の不平等」という社会的なリスクについて次のように警告した。「アメリカ人の1％である最富裕層が保有する富の割合は、1990年の25％から2012年の40％へと増加している…グローバルに見ると、世界の1％である最富裕層が持つ富の持分としては、2000年の3分の1から2010年の2分の1へと増大している」

### ブレグジット
カーニーは、ブレグジットはイギリス経済に悪影響を及ぼすことが見込まれるとして、イングランド銀行総裁時代に複数回にわたって警告を行っている。そのため、イギリスの欧州連合離脱に関する国民投票に当たってEU残留を支持する発言をしたとして、ブレグジット支持派の活動家からは同銀行の立場としては政治的に過ぎると非難された。これに対し、このような問題に関して声を上げるのは同銀行にとっての義務であるとカーニーは回答している。

## 家族
カーニーは、博士論文を書き上げた1990年代なかばに結婚している。妻は第三世界の発展といった問題に精通したエコノミスト。4人の娘にも恵まれ、イングランド銀行総裁になるまでは、家族とともにオタワで暮らしていた。

## その他
公明党の衆議院議員岡本三成は、同党のYouTubeチャンネルの中で、マーク・カーニーがゴールドマン・サックス証券時代の同僚であることを明かした上で、東京支店勤務時代の経験から、日本に対する知識が豊富であり、「日本が大好き」だという見解を示した。